# SL-164
SL-164, auch bekannt als Dicloqualon, ist ein Analog des in den 1960er und 1970er Jahren als Beruhigungs- und Schlafmittel verwendeten Methaqualon. Der Stoff wurde allerdings nie für medizinische Zwecke eingeführt. Die in den späten 1960er Jahren durch Sumitomo entwickelte Substanz gehört chemisch zur Gruppe der Chinazolinone.

## Verwendung
SL-164 wird missbräuchlich als Freizeitdroge auf verschiedene Weisen konsumiert, einschließlich oral, durch Rauchen oder durch Schnupfen. Die gewünschten Wirkungen umfassen Euphorie, Entspannung und Effekte, die mit denen von GHB und Carisoprodol vergleichbar sind. Bei oraler Einnahme tritt die Wirkung typischerweise nach etwa 45 Minuten ein.

## Gefahren

### Kontamination mit Vorprodukten
Bei unsachgemäßer Synthese fällt 4-Chlor-o-toluidin als Kontamination an, welches Blasenschäden und Krebs verursachen kann.

### Nebenwirkungen
In Online-Foren wird häufig vor den Gefahren von SL-164 gewarnt. Benutzer berichten von schwerwiegenden Nebenwirkungen, die auch bei sehr niedrigen Dosen auftreten können. Zu den dokumentierten Nebenwirkungen gehören unter anderen starke Krämpfe und Anfälle, Probleme mit der Körperkontrolle und Bewegung, Bewusstlosigkeit sowie ein Kurzzeitgedächtnisverlust.

## Rechtsstatus
SL-164 ist in Deutschland weder im Betäubungsmittelgesetz aufgeführt, noch durch das NpSG betroffen oder als Arzneimittel zugelassen. Daher sind Handel, Besitz und Konsum nach derzeitiger Rechtslage grundsätzlich erlaubt.